# قفقاز غربی

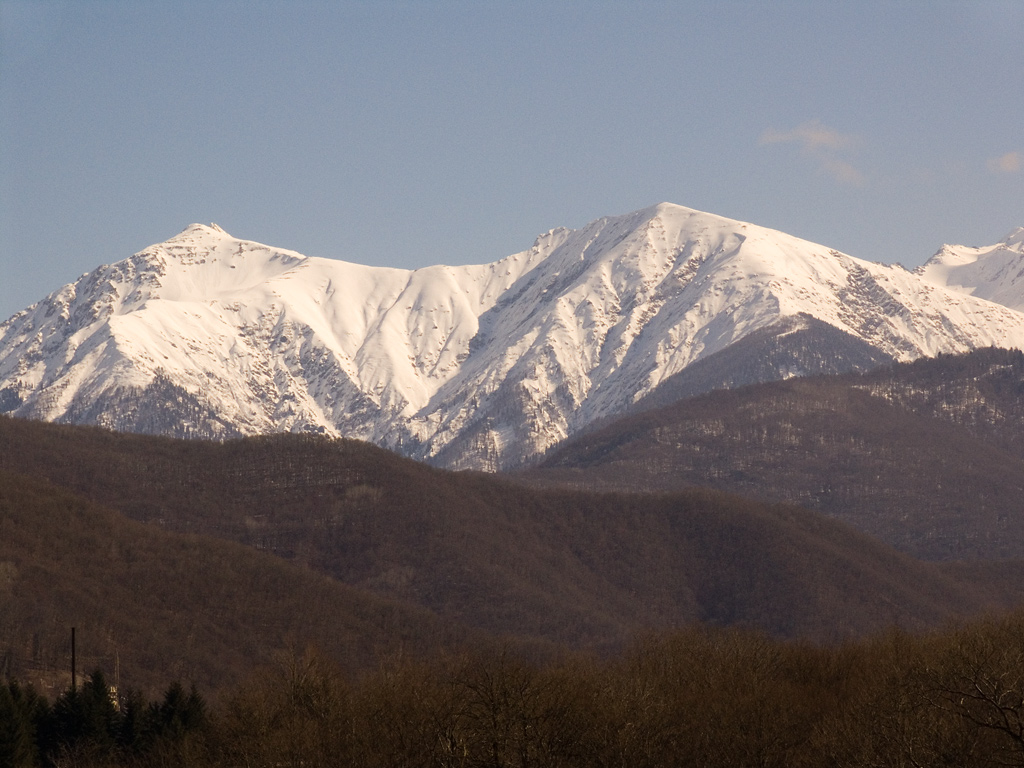
نمایی از قفقاز غربی

قفقاز غربی یک ناحیه در غرب قفقاز جنوب روسیه است که از دریای سیاه تا البروس کشیده شده‌است. 

## میراث جهانی یونسکو
این ناحیه به خاطر بکر بودن به عنوان یکی از میراث جهانی یونسکو (در گروه طبیعی) قرار گرفته‌است. این نقطه در پنجاه کیلومتری شهر سوچی قرار دارد.